# Chețani
Chețani (Maroskece en hongrois, Ketzenbrück en allemand) est une commune roumaine du județ de Mureș, dans la région historique de Transylvanie et dans la région de développement du Centre.

## Géographie
La commune de Chețani est située à l'ouest du județ, à la limite avec le județ de Cluj et celui de Alba, sur la rive gauche du Mureș, dans la Plaine de Transylvanie, à 7 km à l'ouest de Luduș et à 51 km à l'ouest de Târgu Mureș, le chef-lieu du județ.
La municipalité est composée des sept villages suivants (population en 2002) :
- Chețani (1 313), siège de la municipalité ;
- Coasta Grindului (15) ;
- Cordoș (54) ;
- Giurgiș (19) ;
- Grindeni (597) ;
- Hădăreni (889) ;
- Linț (2).

## Histoire
La première mention écrite du village date de 1444 sous le nom de Keche. Elle a été successivement le fief des familles Luncani, Apafi et Korda. Durant le Moyen Âge, le château des Apafi fut à plusieurs reprises le siège de la diète transylvaine, il n'en reste rien aujourd'hui.
La commune de Chețani a appartenu au royaume de Hongrie, puis à l'empire d'Autriche et à l'Empire austro-hongrois.
En 1876, lors de la réorganisation administrative de la Transylvanie, elle a été rattachée au comitat de Torda-Aranyos dont le chef-lieu était la ville de Torda.
La commune de Chețani a rejoint la Roumanie en 1920, au traité de Trianon, lors de la désagrégation de l'Autriche-Hongrie. Elle a été de nouveau occupée par la Hongrie de 1940 à 1944, période durant laquelle la petite communauté juive fut exterminée par les nazis. Elle est redevenue roumaine en 1945.

## Politique
| Parti | Parti                                                 | Sièges |
| ----- | ----------------------------------------------------- | ------ |
|       | Parti national libéral (PNL)                          | 3      |
|       | Parti social-démocrate (PSD)                          | 2      |
|       | Union démocrate magyare de Roumanie (UDMR)            | 2      |
|       | Union nationale pour le progrès de la Roumanie (UNPR) | 2      |
|       | Alliance des libéraux et démocrates (ALDE)            | 1      |
|       | Indépendant                                           | 1      |

## Religions
En 2002, la composition religieuse de la commune était la suivante :
- Chrétiens orthodoxes, 72,96 % ;
- Réformés, 14,33 % ;
- Catholiques romains, 8,82 % ;
- Pentecôtistes, 2,90 %.

## Démographie
En 1910, la commune comptait 2 392 Roumains (71,00 %) et 885 Hongrois (26,27 %).
En 1930, on recensait 2 845 Roumains (75,54 %), 855 Hongrois (22,70 %), 13 Juifs (0,35 %) et 53 Tsiganes (1,41 %).
En 2002, 2 352 Roumains (81,41 %) côtoient 422 Hongrois (14,60 %) et 114 Tsiganes (3,94 %). On comptait à cette date 905 ménages et 890 logements.
| 1850  | 1880  | 1900  | 1910  | 1930  | 1956  | 1977  | 1992  | 2002  |
| ----- | ----- | ----- | ----- | ----- | ----- | ----- | ----- | ----- |
| 2 501 | 2 548 | 3 074 | 3 369 | 3 766 | 3 965 | 3 524 | 2 857 | 2 889 |

| 2007  | - | - | - | - | - | - | - | - |
| ----- | - | - | - | - | - | - | - | - |
| 2 794 | - | - | - | - | - | - | - | - |

## Économie
L'économie de la commune repose sur l'agriculture (céréales) et l'élevage.

## Communications

### Routes
Chețani est située sur la route nationale DN15 (Route européenne 60) qui relie Târgu Mureș avec Turda et Cluj-Napoca.

### Voies ferrées
Chețani se trouve sur la ligne de chemin de fer Târgu Mureș-Războieni.

## Lieux et monuments
- Chețani, église en bois des Sts Archanges (Sf. Arhangeli Mihail și Gavrili) du XVIIIe siècle.

- Grindeni, église des Sts Archanges et St Jean Baptiste (Sf. Arhangeli și Ioan Botezatorul) du XVIIIe siècle.